# Gare de Neyron
La gare de Neyron était une halte ferroviaire française de la Lyon-Perrache - Genève, située sur le territoire de la commune de Neyron, dans le département de l'Ain, en région Auvergne-Rhône-Alpes. 
La gare est fermée[Quand ?].

## Situation ferroviaire
Établie à 174 mètres d'altitude, la halte (fermée) de Neyron est située au point kilométrique (PK) 14,681 de la ligne de Lyon-Perrache à Genève (frontière), entre les gares de Crépieux-la-Pape et de Miribel.

## Histoire
La section de ligne, entre Lyon et Ambérieu, ouverte le 23 juin 1856 débute sur la rive droite à la gare de Lyon-Saint-Clair, car le pont sur le Rhône n'est pas terminé, la ligne longe le fleuve jusqu'à la gare de Miribel. 
La halte de Neyron est mise en service le 8 février 1894 par la compagnie du PLM, elle est ouverte « au service des voyageurs sans bagages et des chiens avec billets transportés par les trains légers circulant entre Lyon-Perrache 1, Lyon-Brotteaux d'une part et Ambérieu d'autre part. Ces transports seront taxés suivant les prix inscrits dans le tableau (...) concernant les gares avec lesquelles la halte de Neyron sera exclusivement mise en relation. ».
En 1911, la halte de Neyron figure dans la Nomenclature des gares, stations et haltes, par ordre alphabétique, de la compagnie du PLM. Selon le renvoi 9, c'est une « Halte ouverte seulement au service des voyageurs sans bagages et des chiens avec billets, transportés exclusivement par trains légers circulant entre Lyon-Perrache n°1, Lyon-Brotteaux d'une part et Ambérieu d'autre part, ainse que part d'autres trains pouvant être désignés sur la marche des trains ». Elle est située sur la quatrième section de la ligne : de Lyon à Ambérieu, entre la halte de Crépieux-la-Pape et la gare de Miribel.